# Zimowe Igrzyska Paraolimpijskie 1988
IV Zimowe Igrzyska Paraolimpijskie odbyły się w austriackiej miejscowości Innsbruck w dniach 17 – 24 stycznia 1988. Ostatni raz zimowe igrzyska olimpijskie i paraolimpijskie odbyły się w różnych miejscach; od 1992 zawody te odbywały się w tej samej miejscowości. Igrzyska paraolimpijskie nie odbyły się w Calgary z powodów finansowych. Pierwszy raz w paraolimpiadzie wziął udział Związek Radziecki, zajmując w klasyfikacji medalowej dopiero 14. miejsce. Wprowadzono monoskiing, zarówno w narciarstwie biegowym, jak i alpejskim. Wprowadzono też biathlon i wyścigi sań na lodzie.

## Państwa biorące udział w IV ZIP
| - Australia - Austria - Belgia - Czechosłowacja - Dania - Finlandia - Francja - Hiszpania - Holandia - Japonia - Jugosławia | - Kanada - Nowa Zelandia - Norwegia - Polska - RFN - Stany Zjednoczone - Szwecja - Szwajcaria - Wielka Brytania - Włochy - ZSRR |

## Klasyfikacja medalowa
| Klasyfikacja medalowa |                   |       |        |      |       |
| Pozycja               | Państwo           | Złoto | Srebro | Brąz | Razem |
| 1                     | Norwegia          | 25    | 21     | 14   | 60    |
| 2                     | Austria           | 20    | 10     | 14   | 44    |
| 3                     | RFN               | 9     | 11     | 10   | 30    |
| 4                     | Finlandia         | 9     | 8      | 8    | 25    |
| 5                     | Szwajcaria        | 8     | 7      | 8    | 23    |
| 6                     | Stany Zjednoczone | 7     | 17     | 6    | 30    |
| 7                     | Francja           | 5     | 5      | 3    | 13    |
| 8                     | Kanada            | 5     | 3      | 5    | 13    |
| 9                     | Szwecja           | 3     | 7      | 5    | 15    |
| 10                    | Włochy            | 3     | 0      | 6    | 9     |